# Germaine Greer
Germaine Greer [džerméjn grir], avstralska pisateljica, voditeljica in akademikinja, * 29. januar 1939, Melbourne, Avstralija.
Greer je znana kot eden najpomembnejših feminističnih glasov 20. stoletja.
Greerova je profesorica angleške književnosti na angleški Univerzi v Warwicku in avtorica številnih visoko ocenjenih knjig. Greerina knjiga Ženski evnuh je po izidu leta 1970 postala mednarodna uspešnica, ki ji je prinesla val odobravanja in kritik. Od takrat so njene zamisli znane kot kontroverzne.